# La Encomienda
La Encomienda es una urbanización del municipio de Perilla de Castro, en la provincia de Zamora, comunidad autónoma de Castilla y León, España. Se sitúa a orillas del río Esla, a una distancia aproximada de 8 kilómetros de Perilla de Castro siguiendo la carretera N-631 en dirección a Zamora.
En La Encomienda se encuentran un restaurante y un club deportivo.

## Demografía
La población de La Encomienda ha fluctuado entre los 5 y 15 habitantes desde que existen registros.
| Evolución de la demografía de La Encomienda entre 2000 y 2017    |                                                                  |
| ---------------------------------------------------------------- | ---------------------------------------------------------------- |
| Gráfico no disponible temporalmente debido a problemas técnicos. |                                                                  |
| Fuente:Instituto Nacional de Estadística                         |                                                                  |
| Gráfica elaborada por: Wikipedia                                 |                                                                  |
|                                                                  | Gráfico no disponible temporalmente debido a problemas técnicos. |